# ОМ (журнал)
«ОМ» — российский молодёжный журнал о развлечениях и популярной культуре, который называли «тусовочным» и «гламурным». Выходил с 1995 по 2006 год.

## История
В мае 1995 года Игорь Григорьев, редактировавший до этого журналы Imperial и «Амадей» приступил к новому проекту — «ОМ». Первый номер журнала вышел в ноябре 1995 года.
По воспоминаниям редактора Андрея Бухарина, «„ОМ“ претендовал на то, чтобы быть „голосом поколения“ в это смутное, непростое время, он формировал вкусы. Думающая молодежь, которая искала какую-то новую эстетику, сразу сочла этот журнал своим» Сравнивая «ОМ» с аналогичным по тематике журналом «Птюч», Максим Семеляк, в прошлом автор обоих журналов, отмечал: «„Ом“ был более читабельным, угодливым и фешенебельным. <…> „Ом“ жаждал красных ковровых дорожек, аляповатых наград, фестиваля „Максидром“».
Журнал неоднократно удостаивался титула лучшего журнала года по версии премии музыкальных массмедиа «Знак качества». В 1997 году журнал был удостоен национальной премии «Овация» в категории «Лучший журнал года».
В ноябре 1998 года Григорьев оставил пост главного редактора журнала, объяснив причины своего неожиданного ухода в своём последнем редакторском письме:

Я смею констатировать, что наш журнал всё это время формировал и поддерживал культуру, в которой теперь есть место героям своего Поколения. Недавно в интервью одной из столичных радиостанций на вопрос диджея «В чём секрет успеха журнала?», я ответил буквально следующее: «Меня интересует не сам процесс создания печатного продукта, а формирование атмосферы вокруг него, его легенды, мифа, если хотите. В первую очередь, это люди — герои журнала и его читатели — те, кто согласился с этой легендой, воспринял её и играет вместе с нами в жизнь по тем же правилам». За три года издания ОМ нарисовал портрет поколения, которое выбрало себе несколько иной путь, чем его родители. Я бы назвал его Поколением Свободы. Уверен, что по ОМу будут изучать новейшую историю нашей с вами страны.
Российская пресса так комментировала уход Игоря Григорьева из журнала «ОМ»:

«Он одним из первых начал выражать свою эпоху. Видимо, сам Григорьев настолько сильно ощущал свою незащищённость перед современным миром, что начал делать журнал, который бы помог прежде всего ему самому, а потом уже и нам немножко разобраться в этом мире, хоть насколько-нибудь формализовать свои знания о нём… Григорьев просто желал понять суть, а понять её можно было только путём борьбы с самим собой — со своим снобизмом, ханжеством и, наконец, страхом… Он как бы боролся, подставляя свой организм под удары действительности. 3 года он являлся главным редактором самого провокационного и жёсткого издания на российском рынке. По всей видимости, он неожиданно понял, что устал и исчерпал себя…»— Аргументы и Факты, ноябрь 1999 г.
Большое внимание журнал уделял российской поп-музыке, особенно рокапопсу, таким группам как «Мумий Тролль», «Земфира» и «Братья Гримм». Журнал выпустил четыре сборника «лучшей музыки» по версии редакции, состоявшей именно из подобных групп: Земфира, Мумий Тролль, Оберманекен, Мегаполис, Tequilajazzz, БИ-2, Сплин, Маша и медведи, Танцы Минус, Лика.
По выражению всё того же Семеляка, «Ом» к концу своей истории устарел, но «цеплялся за жизнь до последнего, и следить за его агонией было как-то даже неловко». В 2003 году Игорь Григорьев предпринимает попытку реанимировать журнал и возвращается в кресло главного редактора. Попытка эта была неуспешной — журнал «ОМ» окончательно закончил своё существование в июне-июле 2006 года.

## Оценка
Спустя 14 лет после выхода журнала писатель Сергей Минаев пишет:

Сказать, что «ОМ», в культурном плане, сделал для моего поколения больше, чем любая другая медиа было бы весьма банально, но это так. То был единственный журнал, который прививал вкус к правильной музыке, кино, литературе и прочему... С тобой неспешно беседовали, как бы давая понять, «да, чувак, мы тоже сначала не вкуривали что это за „портисхед“ такой, и почему Том Йорк должен стать иконой. Но, потом разобрались, и нам очень понравилось. Попробуй — уверены, что и тебе тоже».
В 1995—1997 годах это была, пожалуй, единственная отдушина для 20-и летних юношей и девушек, той самой «депрессивно-прогрессивной молодежи»(с), которая имела несчастье полагать что могут быть несколько иные ориентиры в жизни, чем малиновые пиджаки, «бэхи семерки», «пасти коммерсов» и «сгонять в Метлу».

ОМ был этакой общей кухней для тех кто «врубался». Кондиционером, в душной стране-жигании. Стране, состоящей из малинового перезвона «владимирского централа» в караоке, позвякивания золотых цепей на пивных шеях авторитетов, нескончаемых «под кем стоишь» и шелеста купюр, пересчитываемых в кассе казино «Розентол» немногословными грузинами. 
Максим Семеляк, сравнивая «Ом» и «Птюч», так оценивал их место в истории:

«Ом» был предтечей наступившего времени, тогда как «Птюч» не был предтечей вообще ничего. «Птюч» пошел на дно вместе со своими героями. «Ом» вывел своих героев в мейнстрим, но сам этому мейнстриму не пригодился.

## Список лучших русских альбомов
В июньском номере журнала за 1999 год был представлен список 50 лучших российских альбомов, озаглавленный «Всё наше — навсегда!». Список был составлен редакцией, а комментарии по каждому альбому написали критик Андрей Бухарин и Александр Кушнир.
| №  | Альбом                               | Исполнитель                       | Год  |
| -- | ------------------------------------ | --------------------------------- | ---- |
| 1  | «Группа крови»                       | «Кино»                            | 1988 |
| 2  | «Русский альбом»                     | Жанна Агузарова                   | 1991 |
| 3  | «Икра»                               | «Мумий Тролль»                    | 1997 |
| 4  | «Радио Африка»                       | «Аквариум»                        | 1983 |
| 5  | «45»                                 | «Кино»                            | 1982 |
| 6  | «Разлука»                            | «Наутилус Помпилиус»              | 1986 |
| 7  | «Птица»                              | «Аукцыон»                         | 1993 |
| 8  | «Уездный город N»                    | «Зоопарк»                         | 1983 |
| 9  | «Музіка»                             | «Вопли Видоплясова»               | 1997 |
| 10 | «Отечество иллюзий»                  | «Телевизор»                       | 1987 |
| 11 | «Сделано в Париже»                   | «Центр»                           | 1988 |
| 12 | «Песня о безответной любви к Родине» | «Ноль»                            | 1991 |
| 13 | «Энергия»                            | «Алиса»                           | 1985 |
| 14 | BRAVO                                | «Браво»                           | 1987 |
| 15 | «Простые вещи»                       | «Звуки Му»                        | 1988 |
| 16 | «„Асса“: саундтрек к фильму»         | Разные исполнители                | 1989 |
| 17 | «Найди десять отличий»               | «Колибри»                         | 1995 |
| 18 | «Земфира»                            | Земфира                           | 1999 |
| 19 | «Ворона»                             | Линда                             | 1996 |
| 20 | «Выворотень»                         | «Калинов мост»                    | 1990 |
| 21 | «Как я стал предателем»              | «Аукцыон»                         | 1988 |
| 22 | «Те самые песни»                     | «Вова Синий и „Братья по разуму“» | 1994 |
| 23 | «Русское поле экспериментов»         | «Гражданская оборона»             | 1989 |
| 24 | «Целлулоид»                          | «Tequilajazzz»                    | 1998 |
| 25 | «Вежливый отказ»                     | «Вежливый отказ»                  | 1989 |
| 26 | «Комитет охраны тепла»               | «Комитет охраны тепла»            | 1992 |
| 27 | «87»                                 | «Альянс»                          | 1987 |
| 28 | «Треугольник»                        | «Аквариум»                        | 1981 |
| 29 | «Позорная звезда»                    | «Агата Кристи»                    | 1993 |
| 30 | «Лирика»                             | «ДК»                              | 1983 |
| 31 | «Два капитана-2»                     | Сергей Курёхин                    | 1992 |
| 32 | «Московские каникулы»                | Ник Рок-н-ролл и «Лолита»         | 1990 |
| 33 | «Вечный пост»                        | Александр Башлачёв                | 1986 |
| 34 | «Полшестого утра»                    | «Оберманекен»                     | 1995 |
| 35 | «Метаморфозы»                        | «Странные игры»                   | 1983 |
| 36 | «План спасения Константинополя»      | Солдат Семёнов                    | 1996 |
| 37 | «Иероглиф»                           | «Пикник»                          | 1987 |
| 38 | «Морская»                            | «Мумий Тролль»                    | 1997 |
| 39 | «Гроза в деревне»                    | «Мегаполис»                       | 1996 |
| 40 | «Город Джунглей»                     | Bad Balance                       | 1999 |
| 41 | «Водоросль»                          | Инна Желанная                     | 1995 |
| 42 | «Песни с окраины»                    | Гарик Сукачёв                     | 1996 |
| 43 | «Не в фокусе»                        | Dolphin                           | 1997 |
| 44 | «Русский альбом»                     | Борис Гребенщиков                 | 1992 |
| 45 | «Гуманитарная жизнь»                 | «Ночной проспект»                 | 1987 |
| 46 | «Мир розовых кукол»                  | «Квартал»                         | 1998 |
| 47 | «Динамик I»                          | «Динамик»                         | 1982 |
| 48 | «Игра с огнём»                       | «Ария»                            | 1989 |
| 49 | «Периферия»                          | «DDT»                             | 1984 |
| 50 | «Гранатовый альбом»                  | «Сплин»                           | 1998 |